# MIR1-1HG
MIR1-1HG (англ. MIR1-1 host gene) – білок, який кодується однойменним геном, розташованим у людей на довгому плечі 20-ї хромосоми. Довжина поліпептидного ланцюга білка становить 117 амінокислот, а молекулярна маса — 12 410.
| 10         |  | 20         |  | 30         |  | 40         |  | 50         |
| ---------- |  | ---------- |  | ---------- |  | ---------- |  | ---------- |
| MPSCSCALMA |  | PCGPAAGPAA |  | VERTQQVARG |  | EPGSARGQLQ |  | VSPEMSITHK |
| EKENAHLKEI |  | LLFVNAEAFS |  | QPQPHSAPVC |  | EGQQLTGKFS |  | TSVLTRAGGD |
| ASPCSWERLL |  | CYGWSHC    |  |            |  |            |  |            |

A: Аланін

C: Цистеїн

D: Аспарагінова кислота

E: Глутамінова кислота

F: Фенілаланін

G: Гліцин

H: Гістидин

I: Ізолейцин

K: Лізин

L: Лейцин

M: Метіонін

N: Аспарагін

P: Пролін

Q: Глутамін

R: Аргінін

S: Серин

T: Треонін

V: Валін

W: Триптофан